# Floris (auteur)
Pour les articles homonymes, voir Floris.
Floris de son vrai nom Floris De Smedt, né le 17 novembre 1978 à Asse (province de Brabant, actuellement province du Brabant Flamand), est un auteur de bande dessinée et illustrateur belge néerlandophone.

## Biographie
Floris De Smedt naît le 17 novembre 1978, à Asse. Il grandit à Grand-Bigard. Il voue depuis toujours un amour pour la bande dessinée. Dès l'âge de 6 ans, il lit les classiques flamands comme Gil et Jo et Urbanus. Plus tard, il lit les œuvres de Luc Cromheecke et Johan De Moor. C'est à 18 ans qu'il intègre l'Institut des arts graphiques Sint-Lukas à Bruxelles où il apprend l'animation puis la bande dessinée auprès de ses professeurs Nix et Johan De Moor. Il est diplômé d'un Master en animation et en bande dessinée.
Il publie des bandes dessinées de son personnage de bande dessinée Le professeur dans des magazines tels que : Demo, Ink, Zozolala, Zone 5300, Myx, Knack Focus et Kramix des éditions Le Lombard,,. De 2002 à 2007, il réalise des bandes dessinées pour De Randkrant dont le strip Randman. En 2003, il devient dessinateur et illustrateur pour les magazines Fakkeltjes. De 2005 à 2008, il travaille également avec Margreet de Heer sur Nino en Nena pour Jippo (Malmberg) et avec Gert Wastyn sur De Zwuqies pour Farfelu.
Il intègre l'équipe des dessinateurs dans le magazine Spirou en 2004 sous la houlette du rédacteur en chef de Thierry Tinlot. Il publie un court récit de la série Le Professeur dans le no 3447 et un autre dans le no 3567 ainsi qu'il illustre diverses rubriques rédactionnelles. Puis en 2011, il crée seul la série humoristique Capitaine Anchois pour cette publication autour d'un capitaine pirate à la recherche de trésors. La série se poursuit toujours en 2024. Elle est collectée en albums dans sa version néerlandaise aux éditions Syndikaat depuis 2018, (6 tomes). La série vaut à son auteur d'être récipiendaire du prix Plastieken Plunk (nl) du public en 2015 ainsi que du 'Stripschappenning album jeunesse de l'année pour le deuxième tome Over een andere boeg en 2018.
En néerlandais, certaines pages de Kapitein Ansjovis paraissent dans le magazine de bande dessinée Maxix, avec sa bande dessinée Midlife-skater. Le premier volume de cette série est publié en néerlandais aux éditions Syndikaat en 2023,. En 2019, il a recours à l'auto-édition pour le premier volume de la série The Professor.
En outre, il rend hommage à ses confrères victimes de l'attentat contre Charlie Hebdo en 2015. Il contribue également à l'album collectif Spirou défenseur des droits de l'homme en 2019.

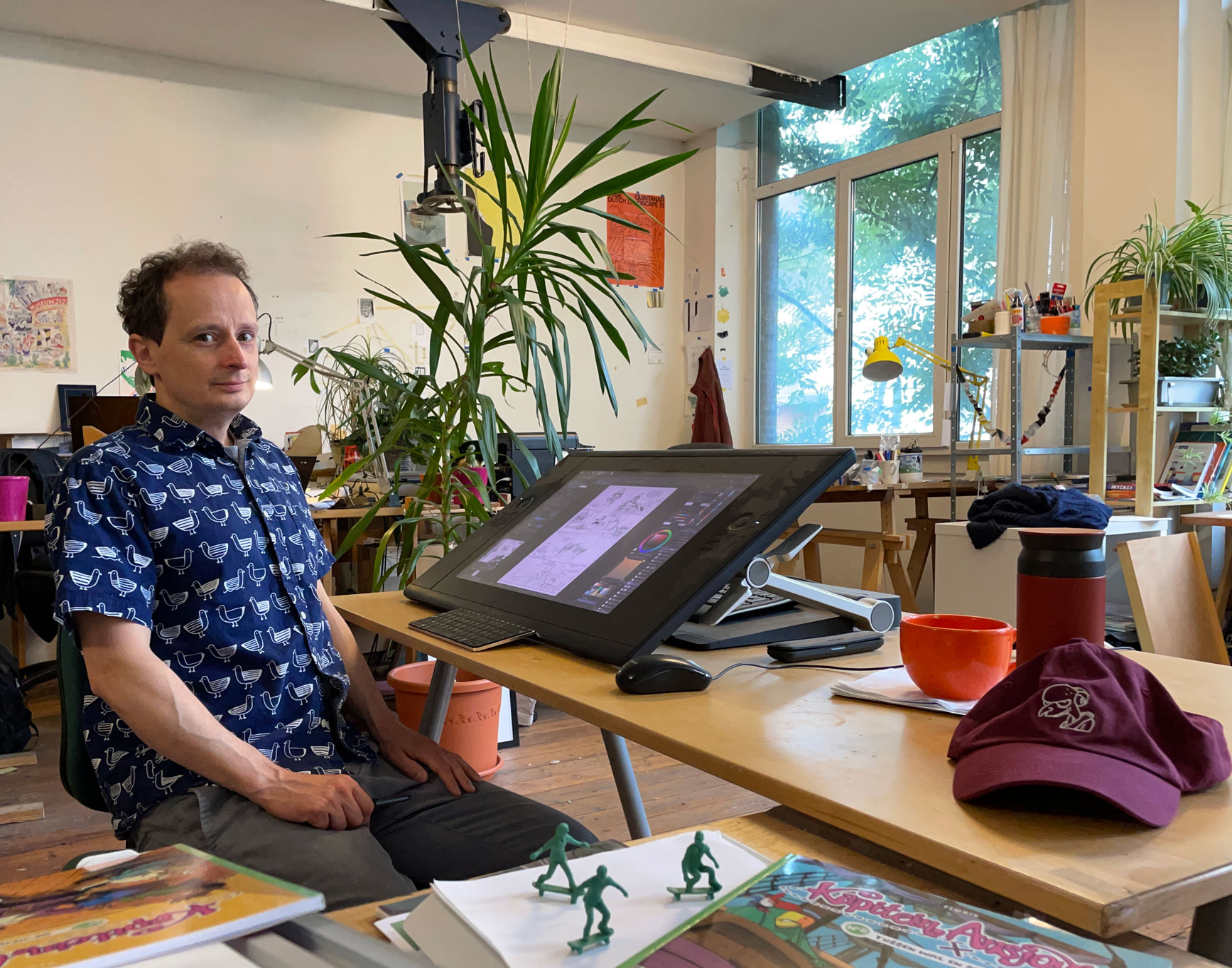
à l'atelier «Les Crayons Bien Taillés» en 2022.

Depuis 2015, il travaille comme dessinateur indépendant à l'atelier De Geslepen Potloden [« Les Crayons bien taillés »] à Schaarbeek. 

### Vie privée
Il demeure à Grand-Bigard, et depuis 2019 à Malines.

## Œuvres

### Albums de bande dessinée en néerlandais

#### Kapitein Ansjovis
1. Kielhalen voor gevorderden[10], Syndikaat, Epse, 2018  (ISBN 9789078403630)
2. Over een andere boeg, Syndikaat, Epse, 2018  (ISBN 9789078403647)
3. Driemaal is scheepsrecht, Syndikaat, Epse, 2018  (ISBN 978-90-78403-73-9)
4. Gevierendeeld, Syndikaat, Epse, 2020  (ISBN 978-90-78403-92-0)
5. Zon, zee en bergen, Syndikaat, Epse, 2020  (ISBN 978-90-78403-99-9)
6. Tussen wal en schip, Syndikaat, Epse, 2022  (ISBN 978-94-93204-20-1)
7. De schrik van de zeven zeeën, Syndikaat, Epse, 2024  (ISBN 978-94-93204-49-2)

#### Midlife Skater
- 1. Midlife Skater[12], Syndikaat, Epse, 2023
Scénario et dessin : Floris - Couleurs : quadrichromie -  (ISBN 978-94-93204-25-6)

### Albums collectifs
- La BD est Charlie[15], Syndicat national de l'édition, Paris, 5 février 2015
Scénario : collectif - Dessin et couleurs : collectif dont Floris -  (ISBN 978-2-344-00934-5)
- Spirou défenseur des droits de l'homme[16], Dupuis, Marcinelle, 14 juin 2019
Scénario : collectif - Dessin et couleurs : collectif dont Floris -  (ISBN 979-10-34739-25-7).

### Mini-récits en supplément au journalSpirou
- Capitaine Anchois et les Dream Boyz[17] (Spirou no 4131 du 14 juin 2017).

## Prix
- 2015 :  prix Plastieken Plunk (nl) du public pour Capitaine Anchois[11] ;
- 2018 :  Stripschappenning[11] album jeunesse de l'année pour Over een andere boeg, Capitaine Anchois t. 2 à Breda.

#### Livres
: document utilisé comme source pour la rédaction de cet article.
- Jacques Fiérain, « Floris », dans La BD à Bruxelles et en Brabant, Charleroi, Éd. l'Âge d'or, avril 2003, 144 p., ill. ; 31 cm (ISBN 9782960119664 et 2960119665, OCLC 470388171, présentation en ligne), p. 50.

#### Périodiques
- Damien Perez, « En direct de la rédak : Du vin, de la salive et de l'anchois », Spirou, Dupuis, no 4073,‎ 4 mai 2016 (ISSN 0771-8071)
- Paul Satis, « En direct de la rédak : Les pirates du show-biz », Spirou, Dupuis, no 4131,‎ 14 juin 2017 (ISSN 0771-8071)
- Hugues Dayez, « Spirou et moi : Floris », Spirou, Dupuis, no 4309,‎ 11 novembre 2020 (ISSN 0771-8071)
- Paul Satis, « Bienvenue dans mon atelier : Floris », Spirou, Dupuis, no 4400,‎ 10 août 2022 (ISSN 0771-8071).

#### Interviews
- Floris (interviewé), « Dans l'atelier de Floris », Spirou,‎ 31 décembre 2021 (lire en ligne, consulté le 22 février 2024).